# Verdienter Genossenschaftsbauer der Deutschen Demokratischen Republik
Verdienter Genossenschaftsbauer der Deutschen Demokratischen Republik war eine staatliche Auszeichnung  der Deutschen Demokratischen Republik (DDR), welche in Form eines Ehrentitels mit Urkunde und einer tragbaren Medaille verliehen wurde. 

## Beschreibung
Gestiftet wurde der Titel am 28. April 1977 und war Nachfolger des Titels Meisterbauer der genossenschaftlichen Produktion. Seine Verleihung erfolgte für hervorragende Leistungen bei der Lösung volkswirtschaftlicher Aufgaben in der Landwirtschaft sowie für besondere Verdienste und Initiativen im sozialistischen Wettbewerb. Aber auch für die Anwendung des wissenschaftlich-technischen Fortschritts und letztendlich auch für langjährige vorbildliche Einsatzbereitschaft in diesem Gebiet. Die Anzahl der Höchstverleihungen war pro Jahr auf 100 Ehrentitel begrenzt, musste sich aber diese Zahl auch noch mit dem Titel Verdienter Werktätiger der Land- und Forstwirtschaft der Deutschen Demokratischen Republik teilen.

## Medaille zum Ehrentitel

### Aussehen
Die vergoldete Medaille mit einem Durchmesser von 30 mm zeigt auf ihren Avers eine Ähre und dahinter ein halb verdeckte Kuh sowie die Umschrift: VERDIENTER GENOSSENSCHAFTSBAUER DER DDR. Das Revers der Medaille zeigt das Staatswappen der DDR.

### Trageweise
Getragen wurde die Medaille auf der linken oberen Brustseite an einem 24 × 14 mm grün bezogenen Ordensband mit aufgelegter goldener Miniatur des Staatswappens der DDR. Auf dem Band selber sind jeweils links und rechts zwei senkrechte schwarz-rot-goldene Seitenstreifen eingewebt deren Breite 3,5 mm beträgt, wobei der schwarze Streifen jeweils immer außen als Saum steht.